# 中国裁判文书网
中国裁判文书网是中华人民共和国最高人民法院于2013年建立的全国法院统一的裁判文书公开平台，也是司法公开三大平台（审判流程公开、裁判文书公开、执行信息公开）之一，内容可供普通公众查阅。

## 简介
2013年5月8日至5月9日，最高人民法院在广西壮族自治区柳州市举行司法公开调研会，会议热点之一是中国裁判文书的网上公开。据悉，最高人民法院当时正在建设中国裁判文书网，作为全国各级法院的裁判文书的网上公开平台。最高人民法院司法改革办公室根据此次调研会的情况，修改中国裁判文书网的建设方案，推动中国裁判文书网在2013年内投入运行。
2013年7月1日，第一批裁判文书在中国裁判文书网集中公布。同日，《最高人民法院裁判文书上网公布暂行办法》实施。2013年7月2日，最高人民法院有关负责人接受采访时表示，首个专门规范最高人民法院裁判文书上网公布工作的制度性文件《最高人民法院裁判文书上网公布暂行办法》已开始实施，除法律有特殊规定的之外，最高人民法院的生效裁判文书将全部在中国裁判文书网公布，第一批最高人民法院的裁判文书日前已经集中公布。
2013年11月21日，最高人民法院以法发〔2013〕13号文件印发了《关于推进司法公开三大平台建设的若干意见》，提出推进审判流程信息全面公开、裁判文书信息全面公开、执行信息全面公开。2013年11月28日，最高人民法院发布了《最高人民法院关于推进司法公开三大平台建设的若干意见》以及《最高人民法院关于人民法院在互联网公布裁判文书的规定》（自2014年1月1日起施行）。《最高人民法院关于推进司法公开三大平台建设的若干意见》称，中国裁判文书网为全国法院统一的裁判文书公开平台，地方各级人民法院应当按照《最高人民法院关于人民法院在互联网公布裁判文书的规定》，在裁判文书生效后七日内将其传送至中国裁判文书网公布。至2015年6月，全国四级法院已经全部实现生效裁判文书上网公布，实现了“案件类型全覆盖、法院全覆盖”。
2015年12月15日，中国裁判文书网全新改版上线。新版内容进一步覆盖至民族语言裁判文书。
2016年8月30日，修订后的《最高人民法院关于人民法院在互联网公布裁判文书的规定》（法释〔2016〕19号）发布。此后截至2017年8月23日，全国累计文书上网量增加量达此《规定》发布前累计公开总量的57.66%。截至2017年8月23日，中国裁判文书网累计公开裁判文书超过3247万篇，含7600多篇民族语言文书；总访问量超过100亿次，日均访问量1729万人次，单日最高访问量5000万人次，超过17.5亿的访问量来自海外，访问范围包括全球210余个国家和地区。截至2020年8月30日18时，中国裁判文书网文书总量突破1亿篇，访问总量近480亿次，被人民网指为全球最大的裁判文书公开网站。
端传媒援引「數據何規」統計，裁判文書上網率於2013年至2020年逐年上升，達至最高81.48%，但在2021年驟跌至50.2%，2022年則僅有29.01%，公佈文書量跌破千萬數量級。而據律師黃俊濤統計，不再公佈的案件中行政案件數量最多，2022年一審文書僅公佈187份，公佈率僅有0.06%。

### 全国法院裁判文书库
在中华人民共和国最高人民法院主导下，计划于2024年1月上线全国法院裁判文书库。财新網表示该库仅供法院人员在内部专网检索裁判文书。消息於2023年12月被媒體報道后引发社会关注，有人担忧律师、法学研究者及其他社会公众不再能查阅文书内容，裁判文书不再上网对公众开放。有媒體表示，全国法院裁判文书库上线前已有多地法院暂停将裁判文书录入中国裁判文书网，中国裁判文书网的文书公开数量也已在几年内明显递减。
2023年12月22日，最高人民法院回应表示，2023年7月决定建设的“人民法院案例库”将与原“中国裁判文书网”互为补充，是为收录最高人民法院审核认可、具有参考示范价值的权威案例，建成后向社会公众开放，并强调从未叫停司法文书上网，各级人民法院仍将定期在裁判文书网公布裁判文书。“全国法院裁判文书库”则将主要用于司法大数据分析应用，治理司法程序问题。
2024年1月14日，最高人民法院在全国高级法院院长会议中要求，深化司法公开工作，提升上网文书的数量、品质，解决裁判文书网的相关问题。并要求加强人民法院案例库建设力度，服务于社会公众、专家学者和律师。